# Borne seigneuriale de Jambles
La borne seigneuriale de Jambles est une borne de la commune de Jambles dans le département français de Saône-et-Loire et la région Bourgogne-Franche-Comté.

## Historique
Elle fait l'objet d'un classement au titre des monuments historiques depuis le 19 juillet 1927.